# Zirkulierendes Kapital
Der Begriff Zirkulierendes Kapital stammt von Adam Smith und ist bei ihm und in der Theorie von Karl Marx in Gegensatz zum fixen Kapital der Kapitalbestandteil, der
- neben dem Rohmaterial (Rohstoffe und/oder Halbfertigwaren) und den Hilfsstoffen (Schmiermittel, Bürobedarf usw. einschließlich der nicht stofflichen Hilfsstoffe Energie und Pacht), den zirkulierenden Teilen des konstanten Kapitals,
- auch das variable Kapital und den Mehrwert umfasst.

## Funktionsweise
Der Mehrwert bildet dabei eine Besonderheit, weil er nicht vorher angelegt wird, sondern durch die Anwendung lebendiger Arbeitskraft in der Produktion entsteht. Er bildet zunächst einen Wertbestandteil der produzierten Ware und nimmt erst im Verkauf derselben die Geldform an, in der er zum Unternehmer zurückkehrt, der ihn als sein Einkommen, bzw. teilweise zur Akkumulation verwendet. Die noch von der klassischen Ökonomie als von ihm abzuziehende Teile aufgefassten Profitarten der Bodenrente und des Kapitalzinses werden spätestens seit der Produktionsfaktorentheorie von J.B. Say nicht mehr aus dem Mehrwert bezahlt, sondern dem zirkulierenden Kapital zugeschlagen (siehe oben die Pacht). Der Mehrwert vollzieht also keinen ganzen Kreislauf, sondern wird gewissermaßen nur einen halben Umschlag mitzirkuliert.

### Zirkulierendes Kapital / Zirkulationskapital
Diese Besonderheit des Mehrwerts unterscheidet das zirkulierende Kapital vom Zirkulationskapital, zu dem ausschließlich
- der angewandte zirkulierende Teil des konstanten Kapitals (also die tatsächlich wertmäßig in der Produktion beteiligten Rohmaterialien und Hilfsstoffe) und
- das angewandte variable Kapital (der Arbeitslohn, wobei bei Schichtbetrieben die gesamte Lohnsumme durch die Anzahl der Produktionsschichten divifdiert werden muss, weil natürlich nur eine Schicht „gleichzeitig“ arbeitet, also „angewandt“ wird).

Dieses Zirkulationskapital wird immer nur in einem Kapitalumschlag angewandt und vollführt in der Abschreibungszeit des fixen Kapitals, die den einen Umschlag des Gesamtkapitals begrenzt, eine Reihe von Umschlägen. Sein Kreislauf besteht aus:
1. der Anlage seiner Kapitalbestandteile
2. der wertmäßigen Anwendung in der Produktion, wo sie Bestandteile des produktiven Kapitals werden, dessen angewandte Teile ihren Wert auf die produzierte Ware übertragen,
3. nach der Produktion dem in den Umlauf gehen mit dem Gebrauchswert der Ware als Teil ihres Tauschwertes und
4. im Verkauf als Teil des Tauschwertes der Ware der Trennung vom Gebrauchswert und der Wertzirkulation in Geldform zurück zum Unternehmer, der es zu einem neuen Kreislauf anlegt.

Dieser vollständige Umschlag macht die konstanten und variablen Bestandteile dieses Kapitals gleichermaßen zu zirkulierendem Kapital, auch wenn sie sich im Wertbildungsprozess als konstantes und variables Kapital fundamental unterscheiden.
Wie beim fixen Kapital ist es auch beim zirkulierenden Kapital nicht die stoffliche Funktion, also etwa das Eingehen eines Rohstoffes in das Endprodukt, die es zu zirkulierendem Kapital macht. Auch ein Hilfsstoff, der gar nicht wieder im fertigen Produkt auftaucht, gehört zum zirkulierenden Kapital. Es kommt lediglich darauf an, wie sich der jeweilige Kapitalbestandteil in der Umschlagsperiode verhält.